# 國立中興大學附屬高級中學
國立中興大學附屬高級中學，簡稱興大附中、興附，位於臺中市大里區，舊校名為國立大里高級中學，2014年併入國立中興大學成為其附屬高級中學，興大附中與臺中一中、臺中女中、文華高中、臺中二中等五校簽訂策略聯盟合約，合作開發課程、跨校選課或共同開課。

## 校史
1997年12月6日，「臺灣省立大里高級中學籌備處」成立，辦公地點位於當時霧峰農工。2000年2月1日，因應政府精省政策，在籌備階段就改制為「國立大里高級中學」。11月9日，大里校舍動土開工。2001年9月，第一屆新生入學。由於校舍尚未完工，暫時借用國立中興大學雲平樓地下室上課。2002年9月，自國立中興大學雲平樓遷入大里校舍。2012年5月8日，校務會議通過將改為國立中興大學的附屬高中。2013年7月4日，中華民國教育部核准國立大里高級中學改隸屬國立中興大學一案。2014年2月1日，改隸屬於國立中興大學，更名為國立中興大學附屬高級中學。
- 1997年5月27日，奉臺灣省政府八六府教二字第一四二二八一號函，核定臺中縣大里市「文高八」預定地設置省立高中一所，即現今興大附中校地。
- 1997年12月6日，「臺灣省立大里高級中學籌備處」成立，辦公地點位於當時霧峰農工。
- 2000年2月1日，因應政府精省政策，在籌備階段就改制為「國立大里高級中學」[7]。
- 2000年11月9日，大里校舍動土開工。
- 2001年9月，第一屆新生入學。由於校舍尚未完工，暫時借用國立中興大學雲平樓地下室上課。
- 2002年9月，自國立中興大學雲平樓遷入大里校舍。
- 2005年9月，設立語文實驗班與數理實驗班。
- 2007年9月，語文實驗班停辦。
- 2011年8月，正式設立數理資優班；與實驗班篩選方式不同。
- 2012年5月8日，校務會議通過將改為國立中興大學的附屬高中。
- 2013年7月4日，教育部核准國立大里高級中學改隸屬國立中興大學一案。
- 2014年2月1日，改隸屬於國立中興大學，更名為「國立中興大學附屬高級中學」。

## 歷任校長
| 任次   | 姓名   | 就任日期     | 卸任日期      | 備註                                           |
| ------ | ------ | ------------ | ------------- | ---------------------------------------------- |
| 第一任 | 黃義虎 | 1997年8月1日 | 2009年7月31日 | 籌備處主任，時任竹山高中教務主任，後為首任校長 |
| 第二任 | 游源忠 | 2009年8月1日 | 2015年7月31日 | 原溪湖高中總務主任；轉任員林高中校長           |
| 代理   | 韋金龍 | 2015年8月1日 | 2016年7月31日 | 國立中興大學外文系教授兼任                     |
| 第三任 | 陳勇延 | 2016年8月1日 | 2024年7月31日 | 原新豐高中校長，任期屆滿後退休                 |
| 第四任 | 蔡孟峰 | 2024年8月1日 | 現任          | 原興大附農校長                                 |

## 外部連結
- 國立大里高中申請改隸為 國立中興大學附屬高級中學計畫書 （页面存档备份，存于）2012年7月30日
- 大里高中有2所 合併改名鬧爭議－民視新聞 （页面存档备份，存于）
- 批踢踢實業坊-NDSH板(網頁版備份) （页面存档备份，存于）

- 國立中興大學附屬高級中學 （页面存档备份，存于）
- 國立中興大學附屬高級中學的Facebook專頁